# Diecezja Punto Fijo
Diecezja Punto Fijo (łac. Dioecesis Punctifixensis) – diecezja Kościoła rzymskokatolickiego w Wenezueli. Należy do metropolii Coro. Została erygowana 12 lipca 1997 przez papieża Jana Pawła II mocą konstytucji apostolskiej Ad melius prospiciendum.